# 醍醐冬熙
醍醐 冬熙（だいご ふゆひろ）は、江戸時代中期の公卿。従一位左大臣。初名は冬実（ふゆざね）・昭尹（あきただ）。一字名は召。号は後信性普明寺。

## 概要
主に東山天皇（113代）・中御門天皇（114代）・桜町天皇（115代）・桃園天皇（116代）の四帝にわたって仕え、官位は従一位左大臣まで昇った。

## 経歴
元禄元年（1688年）に従五位上に叙される。元禄9年（1696年）に従三位左近衛中将となり公卿に列する。権中納言や踏歌節会外弁・右兵衛督を経て、宝永元年（1704年）権大納言となった。宝永5年（1708年）には皇太子長宮慶仁親王（中御門天皇）の春宮権大夫となる。翌年、皇太子の即位に伴い辞職。正徳元年（1711年）神宮伝奏に任じられ、享保11年（1726年）までの長期間にわたって務めた。その間の享保9年（1724年）には右近衛大将・右馬寮御監に任じられている。享保12年（1727年）には踏歌節会内弁をつとめた。享保13年（1728年）には内大臣となるも辞職。享保14年（1729年）には従一位が授与され、延享2年（1745年）には右大臣となるも辞職する。寛延元年（1748年）には左大臣となるも翌年に辞職している。

## 家族・親族
- 父：醍醐冬基（官位は正二位、権大納言）
- 母：不詳
- 妻：宗義真の娘
  - 長男：醍醐経胤（1717-1781）
  - 女子：大炊御門経秀室
  - 女子：広幡長忠室

## 系譜

### 醍醐家
醍醐家は、一条昭良の子である醍醐冬基を始祖とし、清華家の一つであった。

### 皇室との関係
後陽成天皇の男系三世子孫（曾孫）である。後陽成天皇の第九皇子で一条家を継いだ一条昭良の男系後裔。

詳細は皇別摂家#系図も参照のこと。